# Хильченко, Александра Петровна
Александра Петровна Хильченко (15 января 1914, село Новомихайловка, теперь Черниговского района Запорожской области — 22 мая 1996, село Кирово, теперь Ласковое Токмакского района Запорожской области) — украинский советский деятель, новатор сельскохозяйственного производства, доярка государственного племенного завода имени Кирова Токмакского района Запорожской области. Депутат Верховного Совета УССР 6-го созыва. Герой Социалистического Труда (22.03.1966).

## Биография
Родилась в крестьянской семье. С 1936 до 1941 года работала дояркой государственного племенного завода имени Кирова Нововасильевского района Запорожской области.
В 1944—1969 годах — доярка государственного племенного завода имени Кирова села Кирово Нововасильевского (теперь — Токмакского района Запорожской области. Добивалась высоких надоев молока.
С 1969 года — на пенсии в селе Кирово (теперь Лагидное) Токмакского района Запорожской области.

## Награды
- Герой Социалистического Труда (22.03.1966)
- орден Ленина (22.03.1966)
- орден Трудового Красного Знамени (22.10.1949)
- орден «Знак Почета» (26.02.1958)
- медали